# Галіто чубатий
Галіто чубатий (Rhinocrypta lanceolata) — вид горобцеподібних птахів родини галітових (Rhinocryptidae).

## Поширення
Вид поширений у південно-східній частині Болівії, на заході Парагваю, а також у північній та центральній частині Аргентини. Мешкає серед сухих чагарників у Гран-Чако та патагонських степах на висоті до 1800 м над рівнем моря

## Опис
Це досить великий і елегантний птах, завдовжки 21 см і вагою від 51 до 64 г. Має короткий дзьоб. Голова коричнева з вузькими білими смугами і виразним смугастим гребнем, який спрямований вгору і позаду маківки. Коричневий довгий темний хвіст з широкими і довгими верхніми криючими, які нависають над основою хвоста. Знизу тіла блідо-сіруватого забарвлення, боки яскраво-руді. Ноги міцні і товсті.

## Спосіб життя
Наземний потаємний птах, що полює на комах та інших членистоногих серед густих колючих чагарників. Швидко бігають по землі, високо піднімаючи хвости. Літає неохоче і на короткі відстані.

## Підвиди
- Rhinocrypta lanceolata saturata Brodkorb, 1939 — південно-східна Болівія та західний Парагвай.
- Rhinocrypta lanceolata lanceolata (Geoffroy Saint-Hilaire, 1832) — північ і центральна частина Аргентини.